# 梅窩政府合署

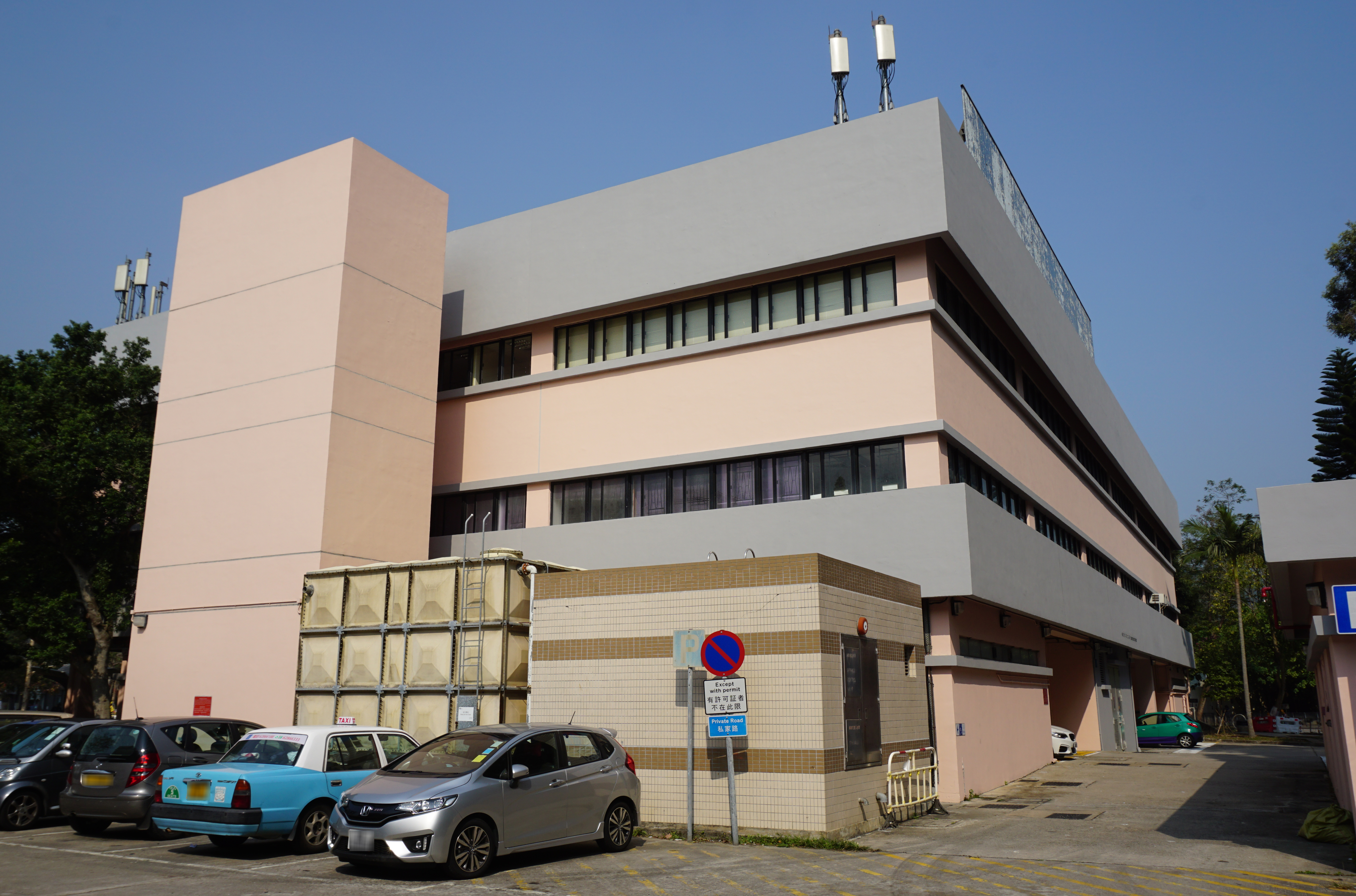
梅窩政府合署全貌

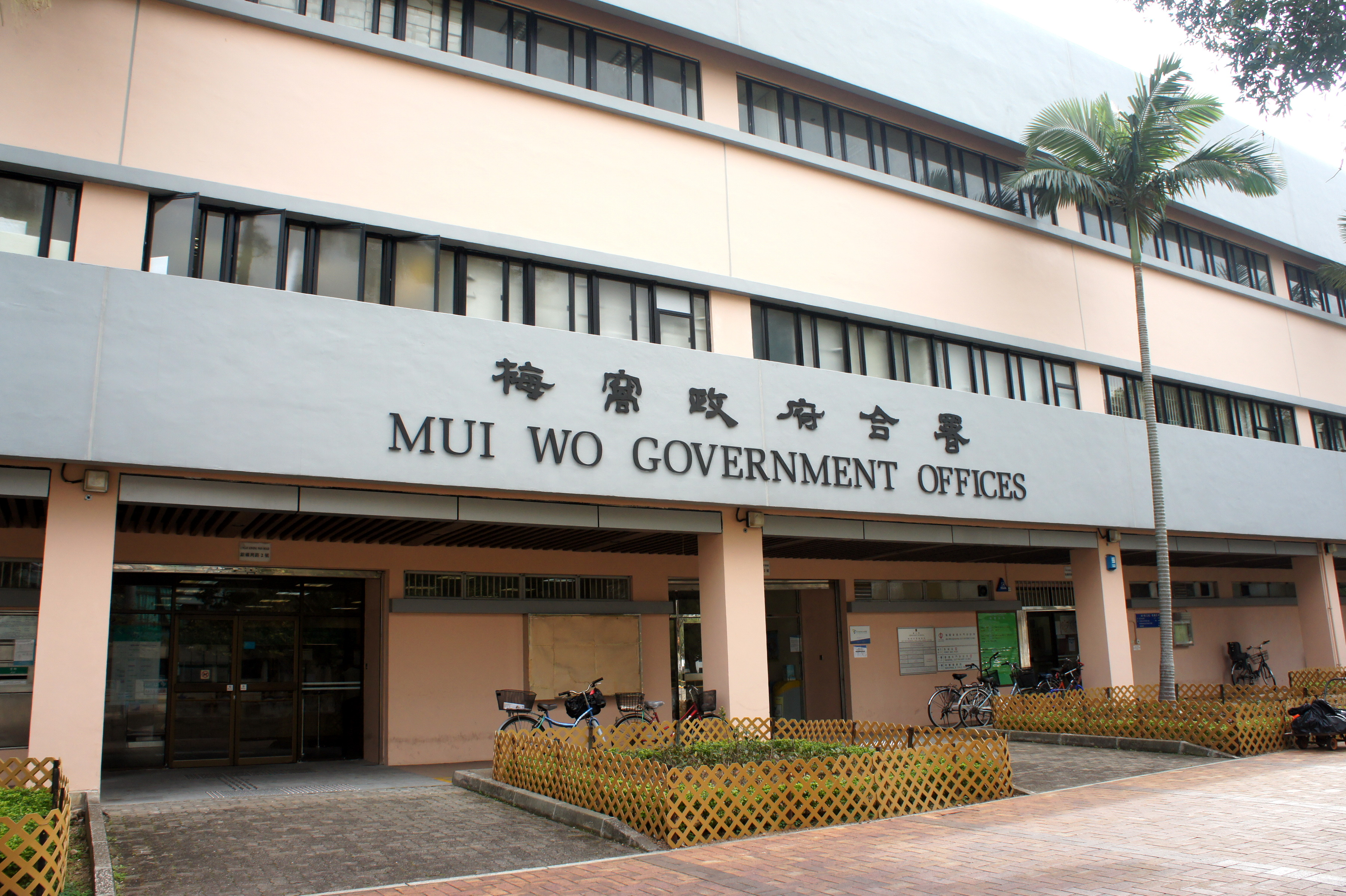
梅窩政府合署入口

梅窩政府合署（英語：Mui Wo Government Offices），是香港政府的一座辦公大樓，位於香港新界大嶼山梅窩銀礦灣路2號。該大樓設有梅窩普通科門診診所、梅窩郵政局，以及民政事務總署等部門的辦事處。